# Hall of Fame Tennis Championships 1989
L'Hall of Fame Tennis Championships 1989 è stato un torneo di tennis giocato sull'erba dell'International Tennis Hall of Fame di Newport negli Stati Uniti. È stata la 14ª edizione del torneo maschile, che fa parte del Nabisco Grand Prix 1989 e l'11ª edizione del torneo femminile che fa parte della categoria Tier IV nell'ambito del WTA Tour 1989. Il torneo maschile è giocato dal 10 al 16 luglio, quello femminile dal 17 al 23 luglio 1989.

## Campioni

### Singolare maschile
Jim Pugh ha battuto in finale  Peter Lundgren con il punteggio di 6–4, 4–6, 6–2

### Singolare femminile
Zina Garrison ha battuto in finale  Pam Shriver con il punteggio di 6–0, 6–1

### Doppio maschile
Patrick Galbraith /  Brian Garrow hanno battuto in finale  Neil Broad /  Stefan Kruger con il punteggio di 2–6, 7–5, 6–3

### Doppio femminile
Gigi Fernández /  Lori McNeil hanno battuto in finale  Elizabeth Smylie /  Wendy Turnbull con il punteggio di 6–3, 6–7, 7–5